# Guttmann (Familienname)
Guttmann ist ein deutscher Familienname.

## Namensträger
- Alexander Guttmann (1851–1889), österreichischer Schauspieler
- Allen Guttmann (* 1932), US-amerikanischer Sporthistoriker
- Andreas Guttmann (* 1993), österreichischer Grasskiläufer
- Arthur Guttmann (Schauspieler) (1877–1956), deutscher Schauspieler und Sänger
- Arthur Guttmann (Chemiker) (1881–1948), deutscher Chemiker
- Artur Guttmann (1891–1945), österreichischer Kapellmeister und Filmkomponist
- Axel Guttmann (1944–2001), deutscher Bauunternehmer und Kunstsammler
- Béla Guttmann (1899–1981), ungarischer Fußballtrainer
- Bernhard Guttmann (1869–1959), deutscher Journalist, Publizist und Historiker
- Else Rahel Samulon-Guttmann (1898–1944), deutsche Juristin und Richterin
- Emil Guttmann (1879–1934), österreichischer Schauspieler und Komiker
- Erich Guttmann (1896–1948), deutscher Psychiater und Neurologe
- Erwin Moritz Herbert Guttmann (1909–1980), deutscher Schachkomponist
- Franz Guttmann (* 1949), österreichischer Politiker (SPÖ)
- Giselher Guttmann (* 1934), österreichischer Psychologe, Psychotherapeut und Hochschullehrer
- Günter Guttmann (1940–2008), deutscher Fußballspieler und -trainer
- Heinrich Guttmann (1892–1975), deutscher Kaufmann und Funktionär
- Hermann Zvi Guttmann (1917–1977), deutscher Architekt und Autor
- Jakob Guttmann (Bildhauer) (1811–1860), ungarischer Bildhauer und Graveur
- Jakob Guttmann (Rabbiner) (1845–1919), deutscher Rabbiner und Religionsphilosoph
- Josef Guttmann (1902–1958), tschechoslowakischer Journalist und Politiker
- Julius Guttmann (1880–1950), deutscher Rabbiner und Religionsphilosoph
- Ketty Guttmann (1883–1967), deutsche Politikerin (SPD, USPD, KPD) und Aktivistin
- Leopoldine Guttmann (1856–1939), österreichische Kunstgewerblerin
- Ludwig Guttmann (1899–1980), deutscher Neurochirurg und Behindertensportlobbyist
- Marcus Guttmann (* 1991), österreichischer Volleyballspieler
- Micha Guttmann (* 1947), deutscher Rechtsanwalt, Journalist und Medientrainer
- Michael Guttmann (1872–1942), ungarischer Talmudforscher
- Oscar Guttmann (1855–1910), ungarischer Chemiker und Chemiehistoriker
- Oskar Guttmann (1885–1943), deutscher Musikwissenschaftler, Dirigent und Komponist
- Paul Guttmann (Mediziner) (1834–1893), deutscher Mediziner
- Paul Guttmann (Schauspieler) (1879–1942?), österreichischer Schauspieler und Regisseur
- Peter Guttmann (* 1952/1953), deutscher Anwalt und Sportfunktionär
- Renate Orth-Guttmann (* 1935), deutsche Übersetzerin
- Robert Guttmann (1880–1942), tschechoslowakischer Maler
- Simon Guttmann (1891–1990), deutscher Literat
- Walter Guttmann (1873–1941), deutscher Mediziner
- Wilhelm Guttmann (1886–1941), deutscher Opernsänger (Bass-Bariton) und Komponist